# Bazra-Nattis
 Bazra-Nattis è una città e sottoprefettura della Costa d'Avorio appartenente al dipartimento di Vavoua. Conta una popolazione di 39 218 abitanti (censimento 2014).